# Districtul Na Yong
Na Yong (în thailandeză นาโยง) este un district (Amphoe) din provincia Trang, Thailanda, cu o populație de 42.294 de locuitori și o suprafață de 165,1 km².

## Componență
Districtul este subdivizat în 6 subdistricte (tambon), care sunt subdivizate în 53 de sate (muban).
| Nr. | Nume         | În thailandeză | Sate | Locuitori |  |
| --- | ------------ | -------------- | ---- | --------- |  |
| 1.  | Na Yong Nuea | นาโยงเหนือ      | 7    | 8,743     |  |
| 2.  | Chong        | ช่อง            | 7    | 4,599     |  |
| 3.  | Lamo         | ละมอ           | 10   | 7,316     |  |
| 4.  | Khok Saba    | โคกสะบ้า        | 11   | 6,903     |  |
| 5.  | Na Muen Si   | นาหมื่นศรี        | 8    | 5,938     |  |
| 6.  | Na Khao Sia  | นาข้าวเสีย       | 10   | 8,795     |  |

|| 
|}